# 1870
1870 (MDCCCLXX) va ser un any comú començat en dissabte del calendari gregorià i un any comú que començat en dijous del calendari julià, l'any 1870 de les designacions Era Comuna (CE) i Anno Domini (AD), l'any 870 del segon mil·lenni, el 70è any del segle XIX i el primer any de la dècada de 1870. A principis de 1870, el calendari gregorià anava 12 dies per davant del calendari julià, que es va mantenir en ús localitzat fins al 1923.

## Esdeveniments
Països Catalans

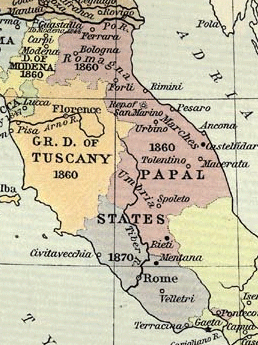
Mapa dels Estats Pontificis a l'any 1870

- 17 de març, Barcelona: S'estrena al Teatre Romea El collaret de perles, de Serafí Pitarra.[1]
- 4 d'abril, Vila de Gràcia: S'hi esdevé la revolta de les Quintes.
- 8 de maig, Vila de Gràcia: S'hi publica el primer número del setmanari satíric "La Campana de Gràcia".[2]
- 18 de juny, Barcelona: al Teatre Circ comença el Primer Congrés Obrer Espanyol; acaba el dia 25.[3]
- La Comunitat de l'Església Evangèlica arriba al Poblenou de Barcelona

Resta del món
- 17 de juny, Espanya: S'hi promulga la llei de creació del Registre Civil.
- 26 de juny, Múnic: primera representació de Die Walküre, la primera jornada de la Tetralogia Der Ring des Nibelunguen de Richard Wagner al Nationaltheater.
- 18 de juliol, Ciutat del Vaticà, Estats Pontificis: Davant la presència de les tropes piemonteses a les portes de Roma, Pius IX clou el Concili I del Vaticà, el mateix dia que promulga el dogma de la infal·libilitat del papa.
- 4 de setembre, França: Després de l'abdicació de Napoleó III, s'hi declara la Tercera República.
- 20 de setembre, Regne d'Itàlia: Annexió al Regne d'Itàlia dels Estats Pontificis i va declarar Roma capital del regne. Les forces del rei Víctor Manuel II, comandades pel general Raffaele Cadorna, van entrar a Roma per una bretxa de la muralla Aureliana. Això va ser així perquè, en el context de la guerra francoprussiana, la guarnició francesa que defensava Roma va haver de sumar-se a les tropes combatents de Napoleó III, que van ser derrotades a Metz i Sedan. El papa Pius IX es va considerar presoner, després d'haver refusat l'oferiment de Víctor Manuel II d'una ocupació pacífica, una indemnització i el reconeixement de la seva dignitat de governant vaticà.[4]

## Naixements
Països Catalans
- 14 de gener, l'Escala: Josep Vicens i Juli, l'Avi Xaxu, compositor de sardanes i músic.[5]
- 1 de març, Barcelona: Eduard Fontserè i Riba, meteoròleg i sismòleg català
- 6 de maig, Barcelona, Barcelonès: Pere Coromines i Montanya, escriptor, polític i economista català (m. 1939)[6]
- 3 d'agost, València: Josep Mongrell i Torrent, pintor valencià.
- 23 d'agost, Barcelona: Antònia Baró i Sanz, actriu teatral catalana de finals del segle xix i primeres dècades del XX (m. 1947).[7]
- 9 de novembre, Barcelona: Carles Padrós i Rubió, polític i empresari català, un dels fundadors del Reial Madrid Club de Futbol.
- 19 de novembre, València: Vicent Lleó i Balbastre, compositor valencià de sarsuela
- 29 de novembre, Castellterçol, Província de Barcelona: Enric Prat de la Riba i Sarrà, advocat i periodista, primer president de la Mancomunitat de Catalunya (1914-1917) i un dels principals artífexs del ressorgiment del sentiment nacional català del segle xix.
- 21 de desembre, Sabadell: Antoni Pous i Palau, pintor, escenògraf i aquarel·lista.[8]
- Palma: Matilde Escalas i Xamení, compositora, intèrpret i pedagoga mallorquina.[9]

Resta del món
- 1 de gener, Torí, Regne d'Itàlia: Matteo Ceirano, industrial italià.
- 5 de gener, Lieja: Eugénie-Emilie Juliette Folville, compositora, pianista, violinista i directora d'orquestra belga (m. 1946).[10]
- 8 de gener, 
  - Jerez de la Frontera, província de Cadis: Miguel Primo de Rivera, dictador espanyol.
  - Landkreis Czarnikau, Alemanya: Wanda von Debschitz-Kunowski, fotògrafa independent alemanya (m. 1935).[11]
- 12 de gener, Rakovnik, Bohèmia: Karel Burian, tenor txec, especialitzat en les obres de Wagner.
- 23 de febrer, Sant Petersburg, Imperi Rus: Peter Petrovich Schenck, compositor rus.
- 6 de març, Viena (Àustria): Oscar Straus, compositor austríac d'operetes, ballets i música de pel·lícules.(m. 1954)[12]
- 22 d'abril, Simbirsk, Imperi Rus: Lenin, líder revolucionari de la Revolució Russa de 1917 (m. 1924).[13]
- 29 d'abril, Besançon, França: Charles Nodier, escriptor francès
- 30 d'abril, Komárno, Eslovàquia: Franz Lehár, compositor austríac d'origen hongarès (m. 1948).[12]
- 24 de maig, Colònia del Cap (Imperi Britànic): Jan Smuts, estadista de Sud-àfrica i de la Mancomunitat Britànica de Nacions, cap militar, naturalista i filòsof. Primer Ministre de la Unió Sud-africana des de 1919 fins a 1924 i des de 1939 fins a 1948 (m. 1950).[13]
- 13 de juny, Soignies, Bèlgica: Jules Bordet, immunòleg belga, Premi Nobel de Medicina o Fisiologia de l'any 1919 (m. 1961).[14]
- 15 de juny, Anklam, Prússia: Johanna Gadski, cantant prussiana.
- 8 de juliol, Berlínː Gertrud Grunow, música i pedagoga alemanya a la Bauhaus (m. 1944).[15]
- 26 de juliol, Eibar, Espanya: Ignacio Zuloaga Zabaleta, pintor basc (m. 1945).[16]
- 13 d'agost, San Francisco, Califòrnia: Julia Klumpke, va ser una violinista i compositora americana (m. 1961).[17]
- 19 d'agost, Camden, Carolina del Sud (EUA): Bernard Baruch, financer estatunidenc, inversor, filantrop, estadista i consultor polític (m. 1965).[13]
- 31 d'agost, Chiaravalle, Ancona, Regne d'Itàlia: Maria Montessori, pedagoga, científica, metgessa, psiquiatra i filòsofa, i una devota catòlica, feminista i humanista italiana.
- 30 de setembre, Lilla, França: Jean Baptiste Perrin, físic i químic francès, Premi Nobel de Física de 1926 (m. 1942).[18]
- 25 de novembre, Granville, Normandia, França: Maurice Denis, pintor, crític i teòric de l'art, integrant del moviment artístic els nabís
- 27 de novembre, Hämeenkoski, Finlàndia: Juho Kusti Paasikivi, advocat, polític i professor finlandès, que fou President de Finlàndia entre 1946 i 1956. (m. 1956).[13]
- 10 de desembre, Gant, Bèlgica: Pierre Louÿs, escriptor francès (m. 1925).[19]
- Berlin: Eugene Tetzel, compositor.

## Necrològiques
Països Catalans
- 24 d'octubre, Abadia de Fontfreda (Aude): Antoni Maria Claret i Clarà, religiós català, fundador dels Missioners Fills de l'Immaculat Cor de Maria (claretians) i de les Religioses de Maria Immaculada Missioneres Claretianes.
- 30 de desembre, Madrid: Joan Prim i Prats, militar i polític progressista català pocs dies després de ser tirotejat (56 anys).
- Tomàs Bret i Boada, matemàtic i clergue.

Resta del món
- 15 d'abril,Troy, EUA: Emma Willard, educadora i escriptora nord-americana, impulsora de l'educació de les dones (n. 1787)[20]
- 8 de juny, Gads Hill Place, Anglaterra Charles Dickens, escriptor anglès (58 anys).[21]
- 14 d'agost, Portsmouth (Nou Hampshire): David Farragut, militar nord-americà (69 anys).
- 5 de desembre, Dieppe (França): Alexandre Dumas (pare), novel·lista i dramaturg francès (n. 1802).[22]
- Majid bin Said, sultà de Zanzíbar.